# Нобурное
Нобурно́о — гірська вершина у східній частині Великого Кавказу. Знаходиться на півночі Азербайджану.